# Mersin İdmanyurdu
El Mersin İdman Yurdu Spor Kulübü, conocido simplemente como Mersin, fue un club de Turquía cuya actividad principal era el fútbol. Fue fundado el 16 de agosto de 1925. Militaba en la tercera categoría del fútbol de ese país, desde que descendió en 2017. Su última participación en la primera división data de 2016 cuando ascendió de la segunda división en 2014 y en la cual permaneció 2 años. Su estadio, el Tevfik Sırrı Gür tiene una capacidad para 10.128 espectadores. El club dejó de existir en junio de 2019 debido a problemas económicos.

## Estadio
El equipo jugaba sus partidos de local en el Tevfik Sırrı Gür Stadium. Tiene una capacidad para un poco más de 10.000 espectadores.

## Rivalidades
Sus principales rivales eran el Adana Demirspor, el Adanaspor y el Tarsus İdman Yurdu, y tenía una relación amistosa con el Bucaspor.

## Entrenadores
- İlhan Taşucu (1963-1965)[2]
- Fahrettin Cansever (1965)[3]
- Lefter Küçükandonyadis (enero de 1966-agosto de 1966)[4][5]
- Turgay Şeren (1968-1969)[6]
- Bülent Giz (1969-1970)[7]
- Dumitru Teodorescu (1971)[8][9]
- Turgay Şeren (agosto de 1971-1973)[10][9]
- Nazım Koka (1972-1973)[10]
- Ion Motroc (1973-1974)[11]
- Nazım Koka (1973-1974)[11]
- Tomislav Kaloperović (1973-1974)[11]
- Bülent Giz (1974-1975)[12]
- Sabahattin Erman (1974-1975)[12]
- Tomislav Kaloperović (1974-1975)[12]
- Ali Beratlıgil (1974-1975)[12]
- Kadri Aytaç (1975-1976)[13]
- Adnan Dinçer (junio de 1991-mayo de 1992)[14]
- Kadri Aytaç (junio de 1992-diciembre de 1992)[15]
- Fevzi Zemzem (diciembre de 1992-abril de 1993)[16]
- Nasır Belci (mayo de 1993)[17]
- Kahraman Karataş (junio de 1994-octubre de 1994)[18]
- Levent Arıkdoğan (abril de 1995-febrero de 1996)[19]
- Candan Dumanlı (febrero de 1996-mayo de 1996)[20]
- Kasım Gündüz (julio de 1996-mayo de 1997)[21]
- Zafer Bilgetay (julio de 1997-septiembre de 1997)[22]
- Kasım Gündüz (octubre de 1997-febrero de 1998)[21]
- Zafer Göncüler (febrero de 1998-mayo de 1998)[23]
- Müjdat Yalman (julio de 1998-diciembre de 1998)[24]
- Ali Kurtuluş Gültiken (julio de 1999-septiembre de 1999)[25]
- Kahraman Karataş (febrero de 1999-mayo de 1999)[18]
- Müjdat Yalman (septiembre de 1999-marzo de 2000)[24]
- Levent Arıkdoğan (julio de 2000-octubre de 2000)[19]
- Nasır Belci (julio de 2001-enero de 2003)[17]
- Yücel İldiz (enero de 2003-septiembre de 2003)[26]
- Mehmet Şahan (septiembre de 2003-diciembre de 2003)[27]
- Levent Eriş (enero de 2004-mayo de 2004)[28]
- Levent Arıkdoğan (agosto de 2004-noviembre de 2005)[19]
- Engin Korukır (noviembre de 2005-marzo de 2006)[29]
- Nasır Belci (marzo de 2006-septiembre de 2006)[17]
- İlyas Tüfekçi (octubre de 2006-marzo de 2007)[30]
- Kahraman Karataş (marzo de 2007-mayo de 2007)[18]
- Ercan Albay (agosto de 2008-mayo de 2009)[31]
- Serhat Güller (agosto de 2009-febrero de 2010)[32][33]
- Ergün Penbe (febrero de 2010-mayo de 2010)[34][35]
- Yüksel Yeşilova (agosto de 2010-octubre de 2010)[36][37]
- Giray Bulak (diciembre de 2012-marzo de 2013)[38][39]
- Yılmaz Vural (marzo de 2014-mayo de 2014)[40][41]
- Rıza Çalımbay (junio de 2014-mayo de 2015)[42][43]
- Mesut Bakkal (enero de 2015-septiembre de 2015)[44][45]
- Hakan Kutlu (enero de 2016)[46]
- Ümit Özat (enero de 2016-mayo de 2016)[47][48]
- Levent Arıkdoğan (julio de 2016-octubre de 2016)[19]
- Yusuf Şimşek (octubre de 2016-enero de 2017)[49][50]
- Memduh Özbalta (febrero de 2017-marzo de 2017)[51]
- Levent Eriş (marzo de 2017-agosto de 2017)[28]
- Hasan Akçaylı (agosto de 2017-septiembre de 2017)[52]
- Sedat Hazımoğlu (septiembre de 2017-octubre de 2017)[53]
- Dursun Karamustafa (octubre de 2017-noviembre de 2017)[54]
- Memduh Özbalta (noviembre de 2017-enero de 2018)[55][51][56]
- Nasır Belci (febrero de 2018-mayo de 2018)[56][17]
- Burhan Baygın (junio de 2018-marzo de 2019)[57][58][59]
- Cemal Koç (marzo de 2019-mayo de 2019)[59][60]

## Datos del club
- Superliga : 15 temporadas

1967-1974, 1976-1978, 1980-1981, 1982-1983, 2011-2013, 2014-2016
- 1. Liga : 35 temporadas

1963-1967, 1974-1976, 1978-1980, 1981-1982, 1983-2001, 2002-2006, 2009-2011, 2013-2014, 2016-2017
- Liga 2 : 5 temporadas

2001-2002, 2006-2009, 2017-2018
- Ligas amateur: 39 temporadas

1925-1963, 2018-2019

## Palmarés
- Campeonato Amateur de Turquía (1) : 1963

- Copa del Primer Ministerio (1) : 1967

- TFF Primera Division (5) : 1966-67 , 1975-76 , 1979-80 , 1981-82 , 2010-11

- Ascenso a Superliga por play-off (1): 2013-14

- Liga de fútbol Cukurova (4) : 1927, 1931, 1932, 1932-33

- Subcampeón de la Copa turca (1): 1982-83

- Subcampeón de la TFF Segunda División (2): 2001-02, 2008-09

## Participación en competiciones de la UEFA
| Temporada | Torneo            | Ronda | Club          | Casa | Visita | Global |
| --------- | ----------------- | ----- | ------------- | ---- | ------ | ------ |
| 1983–84   | Recopa de la UEFA | 1     | Spartak Varna | 0–0  | 0–1    | 0–1    |